# سندريلا (فلم 1899)
سندريلا (بالفرنسية: Cendrillon) هو فيلم أبيض وأسود فرنسي من إنتاج عام 1899 أخرجه جورج ميلييس، استنادًا إلى قصة خيالية للكاتب تشارلز بيرولت. تم إصداره من قبل شركة ستار فيلم التابعة لجورج ميلييس ورقم 219-224 في كتالوجاتها ، حيث تم الإعلان عنه على أنه مجموعة رائعة من الطراز الأول في 20 لوحة.

## أحداث الفيلم
حوّلت العرابة الخيالية بطريقة سحرية خرق سندريلا إلى فستان جميل ، والقرع إلى عربة. تذهب سندريلا لتلتقي بالأمير - لكن هل ستتذكر المغادرة قبل نفاد السحر؟

## طاقم العمل
إن طاقم عمل أفلام المخرج ميلييس غير معروفين في كثير من الحالات. وتستند معظم القائمة التالية إلى تحديدات طاقم العمل التي قام بها الكاتب السينمائي الفرنسي جورج سادول وجاك مالثيت ولوران مانوني.
- الآنسة بارال بدور سندريلا.[1]
- بلويت بيرنون بدور العرابة الجنية.[2]
- جيهان دالسي بدور والدة الأمير، الملكة.
- دوبيرون كضيف في الحفلة.[1]
- جورج ميلييس في دور جني ساعة منتصف الليل، وفي دور حامل الرمح.[1]